# Welgelegen (Coronie)
Welgelegen is een dorp, voormalige katoenplantage en een van de drie ressorten waaruit het Surinaamse district Coronie bestaat.
Het dorp ligt aan de Oost-Westverbinding.

## Plantage
Toen het in de jaren 1820 en 1830 een katoenplantage was, kende ze met name J. Moore als eigenaar. De plantage was 500 akkers groot.

## Kerk

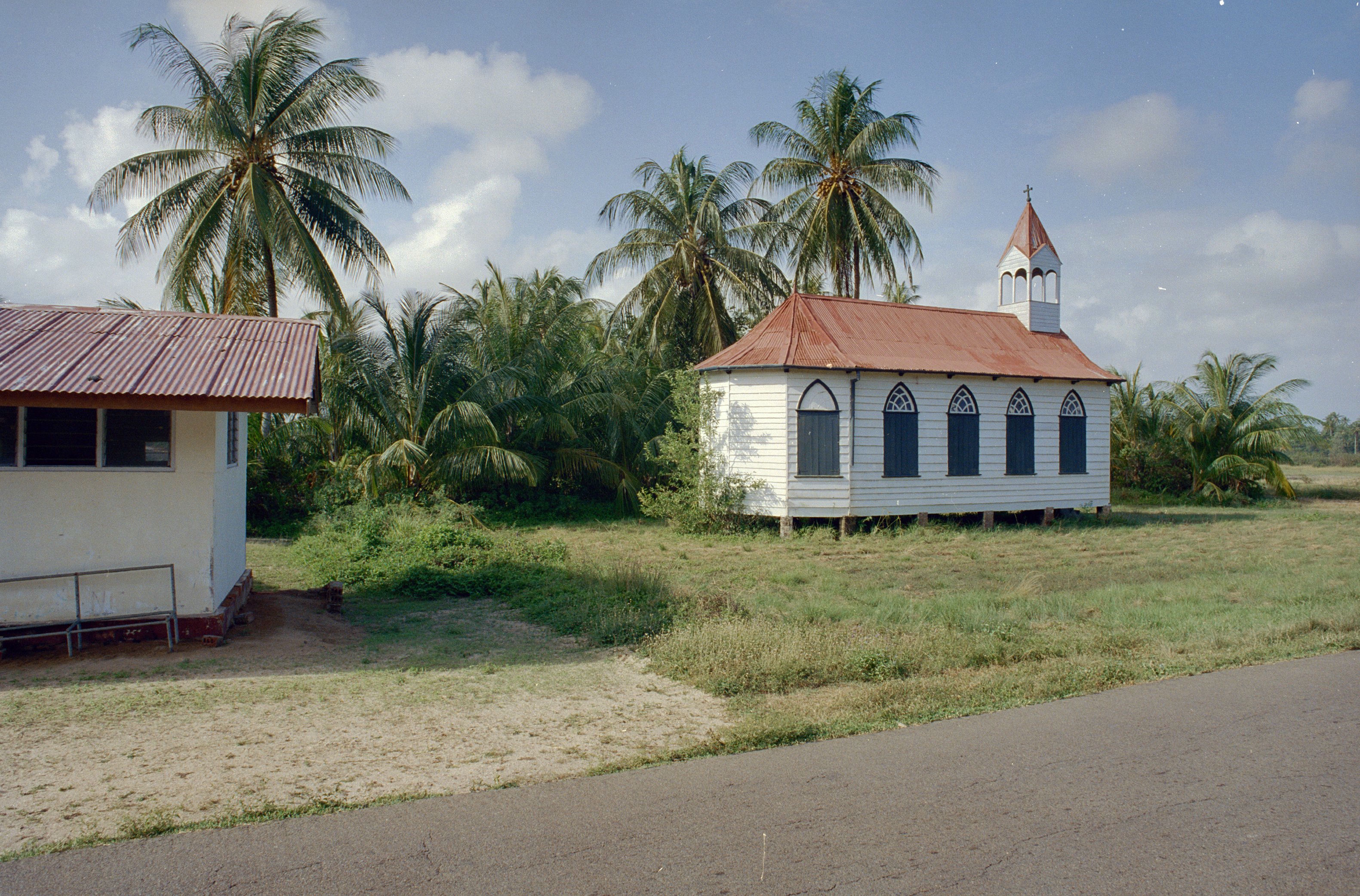
kerk in Welgelegen, 1998

De kerk in het dorp, een ontwerp van frater Frans Harmes, werd op 1 november 1883 ingewijd. Het werd eerst op een andere plek gebouwd en later verplaatst. De kerk is begin 21e eeuw niet meer in gebruik. 

## Ressort
Met de wijzers van de klok mee grenst het ressort Welgelegen in het oosten aan het district Saramacca, in het zuiden aan het district Sipaliwini en in het westen aan het ressort Totness.

### Bevolking
In 2012 had het ressort Welgelegen volgens cijfers van het Centraal Bureau voor Burgerzaken (CBB) 593 inwoners, een daling vergeleken met 605 inwoners in 2004. De bevolking bestaat hoofdzakelijk uit Creolen (80%) en mensen van gemengde afkomst (10%).
| Bevolkingsgroep  | Aantal | %       |
| ---------------- | ------ | ------- |
| Inheemsen        | 8      | 1,34    |
| Marrons          | 8      | 1,34%   |
| Creolen          | 471    | 78,76%  |
| Afro-Surinamers  | 10     | 1,67%   |
| Hindoestanen     | 24     | 4,01%   |
| Javanen          | 14     | 2,34%   |
| Chinezen         | 0      | -       |
| Europees/blank   | 0      | -       |
| Gemengde afkomst | 57     | 9,53%   |
| Overig           | 0      | -       |
| Weet niet        | 0      | -       |
| Geen antwoord    | 1      | 0,17%   |
| Totaal           | 593    | 100,00% |

A la bonne heure · Anna's Zorg · Akkerboom · Alliance · Alkmaar · Andresa · Auka · Andreesgift · Bantaskine · Barbados · Batavia · Beekenhorst · Belladrum · Bellevue · Belwaarde · Beninenburg · Berg en Dal · Bergen op Zoom · Berlijn (Commewijne) · Berlijn (Para) · Bethlehem · Boksweide · Boston · Botany Bay · Boxel · Bronswijk · Brouwerslust · Bruinendaal · Bucklebury · Buitenrust · Burnside · Cadrosspark · Caledonia · Campenburg · Cannewapibo · Catharina Sophia · Clevia  · Cliffort-Kokshoven · Clyde · Concordia · Concordia en een Kwart Lot · Courcabo · De Dageraad · De Goede Vriendschap · De Resolutie · De Vier Hendrikken · Diamond · Dijkveld · Domburg · Dordrecht · Eendragt · Elisabeth's Hoop · Ellen · L'Espérance (Nickerierivier) · L'Espérance (Surinamerivier) · Esthersrust · Fairfield · Fortuin · Flora · Florentia · Frederiksburg · Frederiksdorp · Frederikslust · Geertruidenberg · Geyersvlijt · Glensander · Gloria · Groot Chatillon · Groot Marseille · Guadeloupe · Hague · Hamburg · Hamilton · Hamptoncourt · Hannover · Hazard · Hebron · Hecht en Sterk · Hooyland · Hope · Houttuin · Huntly · Huwelijkszorg · Inverness · Jagtlust · Jodensavanne · Johan & Margaretha · Johanna Catharina · Johanna Maria · Johannesburg · John · Katwijk · Kent · Kerkshoven · Killenstein · Klein Bellevue · Kleinhoop · Krappahoek · Kroonenburg · Kwatta · La Jalousie · La Prosperité · La Rencontre · La Ressource (Saramacca) · La Ressource (Surinamerivier) · La Singularité · Laarwijk · Leasowes · Leliëndaal · Leonsberg · Livorno · Longmay · Lunenburg · Lust en Rust · Lustrijk · Maasstroom · Margarethenburg · Maria Petronella · Mariënbosch · Mariënburg · Margaretha's Gift · Mary's Hope · Meerzorg · Merveille · Moed en Kommer · Mon Bijou · Mon Souci · Mon Trésor · Monnikendam · Mopentibo · Morgenster · Moy · Nieuw Mocha · Nieuwzorg · Nieuwe Aanleg · De Nieuwe Grond · Nijd en Spijt · Novar · Nursery · Nut en Schadelijk · Onoribo · Onverwacht · Oranibo · Ornamibo · Overbrug · Overtoom 
· Oxford · Palestina · Paradise · Persévérance · Petersburg · Picardië · Peperpot · Pieterszorg · Plaisance · Poelwijk · Potosie · Purmerend · Reijnsdorp · Reijnsfort · Rijnberk · Roosenburg · Rorac · Rust en Werk · Rustenburg · Saltzhalen · Sans Souci · Saphir · Sarah · Sardam · Schaapstede · Schoonoord · Sinabo en Gelre · Sint Barbara · Sint Eustatius · Slootwijk · Sorgvliet · Spieringshoek · Standvastigheid · Suidwijn · Suzanna's Daal · Toevlugt (Surinamerivier) · Tout Lui Faut · Toledo · Totness · Tyronne · 't Vertrouwen · Victoria · Vierkinderen · Visserszorg · Voorburg · Voorzorg (Saramacca) · Vossenburg · Vredenburg · Vriendsbeleid en Ouderzorg · Vreeland · Waltonhall · Waldijk · Waterloo · Wederzorg · Welbedacht · Welgelegen (Commewijne) · Welgelegen (Coronie) · Welgevallen · Weltevreden · Wolffs Capoerica · Wolfenbüttel · 't Ylant · Zoelen · Zorg en Hoop (hout) · Zorg en Hoop (indigo) · Zorg en Hoop (katoen) · Zorg en Hoop (suiker)